# Hjalmar Bratt
Lars Hjalmar Kristian Bratt, född den 25 september 1861 i Göteborg, död den 28 februari 1943 i Stockholm, var en svensk boktryckare och tidningsman.
Bratt bedrev studier vid Göteborgs realläroverk, studerade privat i Uppsala och vid Göteborgs handelsinstitut. År 1881 blev han anställd hos exportfirman Cassel, Hofsten & Co i Göteborg. Åren 1882–1887 var han hos bankirfirman C.G. Cervin i Stockholm, sedermera delägare i firman i Göteborg. Därefter hade han egen firma 1890–1916.
Bratt var 1896–1908 verkställande direktör för Bonniers tryckeriaktiebolag i Göteborg. År 1899 grundade han veckotidningen Hvar 8 dag, vars redaktör (samt från 1917 även ansvarige utgivare) han var fram till 1931. Bratt var även en kortare tid (1907–1908) redaktör (tillsammans med P. G. Nordberg) och ansvarig utgivare för tidskriften Vintersol samt under samma period ansvarig utgivare för tidskriften Varia.
Hjalmar Bratt innehade även styrelseuppdrag i kommunala institutioner. Han var son till grosshandlaren Lars Gustaf Bratt (1824–1898), som tillhörde släkten Bratt från Brattfors, och Josefina Pineus, och sedan 1891 gift med Lilly Hartvig, dotter till Herman Hartvig och Marie Louise Davidson.
Makarna Bratt är begravda på Norra begravningsplatsen utanför Stockholm.